# Lonchoptera melanostoma
Espèce
Lonchoptera melanostoma est une espèce de diptères de la famille des Lonchopteridae.